# Claude Simonet
Claude Simonet (Mortagne-au-Perche, 27 giugno 1930 – Nantes, 14 marzo 2023) è stato un calciatore e dirigente sportivo francese, di ruolo portiere.

## Carriera
Dopo aver trascorso la propria carriera da atleta nel Le Mans e nel Nantes, incominciò nel 1972 quella da dirigente sportivo al Nantes (vi rimase fino al 1984) ed è stato responsabile finanziario della Federcalcio transalpina dal 1976 al 1986.
Dal 1984 al 2000 è stato presidente della Ligue atlantique de football, successivamente è stato tesoriere della FFF (1992-1994).
Nel febbraio 1994 diventa presidente federale nel periodo in cui la Nazionale non si era qualificata - per la seconda volta consecutiva - alla fase finale del Campionato mondiale di calcio, mentre in ambito nazionale erano venuti fuori, negli ultimi anni, vari scandali sportivi come il Caso Valenciennes-Olympique Marsiglia e retrocessioni a tavolino di alcuni club - come il caso del Bordeaux - dovute ad irregolarità finanziarie.
Sotto la sua gestione casi di illecito sportivo (corruzione o fallimento di club) non si verificarono più a causa dell'introduzione di regole severe, mentre a livello sportivo ci fu una ristrutturazione delle rappresentative nazionali, chiamando alla guida della Nazionale A tecnici "di federazione" (caso di Aimé Jacquet prima e di Roger Lemerre poi), ossia di allenatori che provenivano dalle Nazionali giovanili, anziché di allenatori pluridecorati che provenivano da club.
Quest'ultimo cambiamento portò la vittoria dei Mondiali 1998 e degli Europei 2000.
Tra il 2000 e il 2002 ha fatto parte dell'esecutivo UEFA.